# Згорний Боч
Згорний Боч (словен. Zgornji Boč) — поселення в общині Селниця-об-Драві, Подравський регіон‎, Словенія.